# Mistrzostwa Japonii w Łyżwiarstwie Figurowym 2017
Mistrzostwa Japonii w łyżwiarstwie figurowym 2017 – 85. zawody mające na celu wyłonienie najlepszych łyżwiarzy figurowych w Japonii. W ramach mistrzostw Japonii rozgrywano m.in.:
- Mistrzostwa Japonii Seniorów – 22–25 grudnia 2016 w Kadomie,
- Mistrzostwa Japonii Juniorów – 18–20 listopada 2016 w Sapporo.

## Wyniki

### Kategoria seniorów

#### Soliści
| Poz.                                 | Zawodnik           | Nota łączna | SP  | SP    | FS  | FS     |
| ------------------------------------ | ------------------ | ----------- | --- | ----- | --- | ------ |
| 1                                    | Shōma Uno          | 280,41      | 2   | 88,05 | 1   | 192,36 |
| 2                                    | Keiji Tanaka       | 249,38      | 3   | 85,68 | 2   | 163,70 |
| 3                                    | Takahito Mura      | 242,11      | 1   | 90,34 | 3   | 151,77 |
| 4                                    | Ryūju Hino         | 230,31      | 4   | 78,65 | 4   | 151,66 |
| 5                                    | Kazuki Tomono      | 216,55      | 6   | 67,63 | 5   | 148,92 |
| 6                                    | Shu Nakamura       | 202,16      | 7   | 66,96 | 7   | 135,20 |
| 7                                    | Koshiro Shimada    | 200,18      | 10  | 62,66 | 6   | 137,52 |
| 8                                    | Hiroaki Satō       | 192,70      | 5   | 72,01 | 10  | 120,69 |
| 9                                    | Sena Miyake        | 188,46      | 11  | 61,96 | 9   | 126,50 |
| 10                                   | Tatsuya Tsuboi     | 187,03      | 15  | 59,49 | 8   | 127,54 |
| 11                                   | Sei Kawahara       | 180,69      | 13  | 60,47 | 12  | 120,22 |
| 12                                   | Taichi Honda       | 179,84      | 9   | 63,87 | 16  | 115,97 |
| 13                                   | Mitsuki Sumoto     | 178,60      | 12  | 60,97 | 14  | 117,63 |
| 14                                   | Jun Suzuki         | 177,54      | 8   | 66,17 | 18  | 111,37 |
| 15                                   | Naoki Oda          | 177,02      | 16  | 58,76 | 13  | 118,26 |
| 16                                   | Yuto Kishina       | 175,94      | 17  | 58,43 | 15  | 117,51 |
| 17                                   | Yoji Nakano        | 175,29      | 14  | 60,25 | 17  | 115,04 |
| 18                                   | Ryo Sagami         | 173,69      | 23  | 53,27 | 11  | 120,42 |
| 19                                   | Hidetsugu Kamata   | 159,07      | 20  | 54,53 | 19  | 104,54 |
| 20                                   | Kohei Yoshino      | 157,32      | 19  | 55,23 | 21  | 102,09 |
| 21                                   | Satoshi Nakamura   | 157,24      | 22  | 53,53 | 20  | 103,71 |
| 22                                   | Junsuke Tokikuni   | 151,99      | 18  | 56,47 | 23  | 95,52  |
| 23                                   | Keiichiro Sasahara | 151,29      | 21  | 54,37 | 22  | 96,92  |
| 24                                   | Kosuke Nakano      | 140,77      | 24  | 52,82 | 24  | 87,95  |
| Nie awansowali do programu dowolnego |                    |             |     |       |     |        |
| 25                                   | Koshin Yamada      | NQ          | 25  | 51,16 | NQ  | NQ     |
| 26                                   | Junya Watanabe     | NQ          | 26  | 50,52 | NQ  | NQ     |
| 27                                   | Hiroki Honda       | NQ          | 27  | 49,23 | NQ  | NQ     |
| 28                                   | Genki Suzuki       | NQ          | 28  | 44,12 | NQ  | NQ     |
| 29                                   | Shion Kamata       | NQ          | 29  | 39,81 | NQ  | NQ     |
| WD                                   | Yuzuru Hanyū       | DNS         | DNS | DNS   | DNS | DNS    |

#### Solistki
| Poz.                                 | Zawodniczka      | Nota łączna | SP | SP    | FS | FS     |
| ------------------------------------ | ---------------- | ----------- | -- | ----- | -- | ------ |
| 1                                    | Satoko Miyahara  | 214,87      | 1  | 76,49 | 1  | 138,38 |
| 2                                    | Wakaba Higuchi   | 199,49      | 3  | 68,74 | 4  | 130,75 |
| 3                                    | Mai Mihara       | 198,17      | 5  | 65,91 | 2  | 132,26 |
| 4                                    | Marin Honda      | 196,11      | 4  | 67,52 | 5  | 128,59 |
| 5                                    | Rika Hongo       | 194,28      | 2  | 69,20 | 6  | 125,08 |
| 6                                    | Yuna Shiraiwa    | 185,37      | 17 | 54,30 | 3  | 131,07 |
| 7                                    | Kaori Sakamoto   | 184,00      | 6  | 63,36 | 9  | 120,64 |
| 8                                    | Kanako Murakami  | 182,55      | 12 | 58,52 | 7  | 124,03 |
| 9                                    | Saya Suzuki      | 180,41      | 9  | 60,36 | 10 | 120,35 |
| 10                                   | Yura Matsuda     | 180,27      | 7  | 61,63 | 11 | 118,64 |
| 11                                   | Rin Nitaya       | 176,86      | 16 | 54,31 | 8  | 122,55 |
| 12                                   | Mao Asada        | 174,42      | 8  | 60,32 | 12 | 114,10 |
| 13                                   | Miyabi Oba       | 165,45      | 10 | 59,19 | 13 | 106,26 |
| 14                                   | Riko Takino      | 163,27      | 11 | 59,13 | 14 | 104,14 |
| 15                                   | Ayaka Hosoda     | 159,13      | 13 | 56,88 | 15 | 102,25 |
| 16                                   | Hinano Isobe     | 153,34      | 14 | 55,10 | 17 | 98,24  |
| 17                                   | Mariko Kihara    | 151,35      | 23 | 50,44 | 16 | 100,91 |
| 18                                   | Honoka Hirotani  | 148,71      | 18 | 53,50 | 20 | 95,21  |
| 19                                   | Haruka Imai      | 147,58      | 21 | 51,29 | 18 | 96,29  |
| 20                                   | Nana Matsushima  | 147,32      | 20 | 51,97 | 19 | 95,35  |
| 21                                   | Miyu Nakashio    | 145,85      | 15 | 54,99 | 21 | 90,86  |
| 22                                   | Rino Kasakake    | 135,11      | 22 | 51,22 | 22 | 83,89  |
| 23                                   | Kirari Kobayashi | 131,75      | 24 | 49,14 | 23 | 82,61  |
| 24                                   | Yuka Nagai       | 131,40      | 19 | 53,23 | 24 | 78,17  |
| Nie awansowały do programu dowolnego |                  |             |    |       |    |        |
| 25                                   | Hina Takeno      | NQ          | 25 | 47,39 | NQ | NQ     |
| 26                                   | Saya Ueno        | NQ          | 26 | 47,38 | NQ | NQ     |
| 27                                   | Miaki Morishita  | NQ          | 27 | 47,13 | NQ | NQ     |
| 28                                   | Hinata Oosawa    | NQ          | 28 | 46,41 | NQ | NQ     |
| 29                                   | Chinatsu Mori    | NQ          | 29 | 45,10 | NQ | NQ     |
| 30                                   | Reia Funasako    | NQ          | 30 | 41,12 | NQ | NQ     |

#### Pary sportowe
| Poz. | Zawodnicy                            | Nota łączna | SP | SP    | FS | FS     |
| ---- | ------------------------------------ | ----------- | -- | ----- | -- | ------ |
| 1    | Sumire Sutō / Francis Boudreau-Audet | 160,25      | 1  | 56,96 | 1  | 103,29 |
| 2    | Miu Suzaki / Ryuichi Kihara          | 146,25      | 2  | 50,07 | 2  | 96,18  |
| 3    | Marin Ono / Wesley Killing           | 136,06      | 3  | 45,54 | 3  | 90,12  |
| 4    | Narumi Takahashi / Ryo Shibata       | 122,38      | 4  | 43,25 | 4  | 79,13  |

#### Pary taneczne
| Poz. | Zawodnicy                           | Nota łączna | SD | SD    | FD | FD    |
| ---- | ----------------------------------- | ----------- | -- | ----- | -- | ----- |
| 1    | Kana Muramoto / Chris Reed          | 158,36      | 1  | 62,04 | 1  | 96,32 |
| 2    | Emi Hirai / Marien de la Asuncion   | 140,97      | 2  | 56,47 | 2  | 84,50 |
| 3    | Misato Komatsubara / Timothy Koleto | 125,12      | 3  | 51,47 | 3  | 73,85 |
| 4    | Ibuki Mori / Kentaro Suzuki         | 122,59      | 4  | 49,65 | 4  | 72,94 |
| 5    | Nicole Takahashi / Atsuhiko Okuda   | 81,60       | 5  | 32,38 | 5  | 49,22 |

### Kategoria juniorów

#### Soliści
| Poz.                                 | Zawodnik             | Nota łączna | SP | SP    | FS | FS     |
| ------------------------------------ | -------------------- | ----------- | -- | ----- | -- | ------ |
| 1                                    | Kazuki Tomono        | 207,85      | 1  | 71,77 | 1  | 136,08 |
| 2                                    | Koshiro Shimada      | 198,20      | 2  | 66,19 | 2  | 132,01 |
| 3                                    | Mitsuki Sumoto       | 191,81      | 3  | 63,60 | 3  | 128,21 |
| 4                                    | Yuto Kishina         | 181,25      | 5  | 58,76 | 4  | 122,49 |
| 5                                    | Tatsuya Tsuboi       | 177,62      | 6  | 56,07 | 5  | 121,55 |
| 6                                    | Sena Miyake          | 174,86      | 10 | 53,75 | 6  | 121,11 |
| 7                                    | Kazuki Hasegawa      | 170,89      | 4  | 59,66 | 11 | 111,23 |
| 8                                    | Taichiro Yamakuma    | 167,15      | 18 | 50,05 | 7  | 117,10 |
| 9                                    | Ryoma Kobayashi      | 166,59      | 14 | 52,33 | 8  | 114,26 |
| 10                                   | Kento Kobayashi      | 164,27      | 17 | 50,26 | 9  | 114,01 |
| 11                                   | Yuma Kagiyama        | 164,14      | 8  | 54,35 | 12 | 109,79 |
| 12                                   | Tsunehito Karakawa   | 163,84      | 15 | 52,23 | 10 | 111,61 |
| 13                                   | Ichigo Santo         | 163,19      | 11 | 53,64 | 13 | 109,55 |
| 14                                   | Kotaro Takeuchi      | 157,53      | 9  | 53,80 | 15 | 103,73 |
| 15                                   | Shun Satō            | 157,03      | 7  | 55,89 | 16 | 101,14 |
| 16                                   | Shingo Nishiyama     | 154,63      | 19 | 48,95 | 14 | 105,68 |
| 17                                   | Lucas Tsuyoshi Honda | 150,83      | 16 | 51,32 | 17 | 99,51  |
| 18                                   | Reo Ishizuka         | 149,39      | 12 | 53,57 | 20 | 95,82  |
| 19                                   | Yuki Kunikata        | 146,14      | 13 | 52,86 | 21 | 93,28  |
| 20                                   | Haruya Sasaki        | 145,80      | 20 | 47,91 | 18 | 97,89  |
| 21                                   | Takeru Kataise       | 141,66      | 22 | 45,73 | 19 | 95,93  |
| 22                                   | Keisuke Kadowaki     | 137,94      | 21 | 46,54 | 23 | 91,40  |
| 23                                   | Tatuma Furuya        | 135,52      | 23 | 43,33 | 22 | 92,19  |
| 24                                   | Shinichi Yamada      | 125,46      | 24 | 42,02 | 24 | 83,44  |
| Nie awansowali do programu dowolnego |                      |             |    |       |    |        |
| 25                                   | Shoya Ichihashi      | NQ          | 25 | 41,19 | NQ | NQ     |
| 26                                   | Takumi Sugiyama      | NQ          | 26 | 40,96 | NQ | NQ     |
| 27                                   | Kazuki Kushida       | NQ          | 27 | 40,92 | NQ | NQ     |
| 28                                   | Yuki Mori            | NQ          | 28 | 40,86 | NQ | NQ     |
| 29                                   | Sumitada Moriguchi   | NQ          | 29 | 37,57 | NQ | NQ     |

#### Solistki
| Poz.                                 | Zawodnik         | Nota łączna | SP | SP    | FS | FS     |
| ------------------------------------ | ---------------- | ----------- | -- | ----- | -- | ------ |
| 1                                    | Kaori Sakamoto   | 191,97      | 1  | 67,45 | 2  | 124,52 |
| 2                                    | Yuna Shiraiwa    | 185,13      | 3  | 59,16 | 1  | 125,97 |
| 3                                    | Marin Honda      | 176,23      | 2  | 64,86 | 6  | 111,37 |
| 4                                    | Rino Kasakake    | 173,97      | 5  | 57,40 | 3  | 116,57 |
| 5                                    | Saya Suzuki      | 166,38      | 9  | 53,72 | 4  | 112,66 |
| 6                                    | Riko Takino      | 165,41      | 6  | 57,28 | 8  | 108,13 |
| 7                                    | Akari Matsubara  | 162,96      | 12 | 50,68 | 5  | 112,28 |
| 8                                    | Yuhana Yokoi     | 162,84      | 10 | 52,28 | 7  | 110,56 |
| 9                                    | Yuna Aoki        | 161,35      | 8  | 56,80 | 9  | 104,55 |
| 10                                   | Kokoro Iwamoto   | 157,56      | 7  | 57,02 | 11 | 100,54 |
| 11                                   | Rika Kihira      | 153,73      | 4  | 58,86 | 14 | 94,87  |
| 12                                   | Akari Matsuoka   | 148,80      | 20 | 45,48 | 10 | 103,32 |
| 13                                   | Rion Sumiyoshi   | 147,64      | 11 | 52,13 | 13 | 95,51  |
| 14                                   | Yukino Fuji      | 142,21      | 15 | 47,43 | 15 | 94,78  |
| 15                                   | Moa Iwano        | 139,98      | 21 | 45,46 | 16 | 94,52  |
| 16                                   | Mako Yamashita   | 139,81      | 22 | 42,28 | 12 | 97,53  |
| 17                                   | Maho Mitsuno     | 138,29      | 17 | 46,53 | 17 | 91,76  |
| 18                                   | Lina Yoshida     | 132,49      | 18 | 46,37 | 18 | 86,12  |
| 19                                   | Hinako Katou     | 131,58      | 16 | 46,89 | 19 | 84,69  |
| 20                                   | Midori Yokoyama  | 124,58      | 14 | 47,67 | 21 | 76,91  |
| 21                                   | Mana Kawabe      | 123,94      | 24 | 41,41 | 20 | 82,53  |
| 22                                   | Chisato Uramatsu | 122,79      | 13 | 49,44 | 23 | 73,35  |
| 23                                   | Sui Takeuchi     | 122,36      | 19 | 45,62 | 22 | 76,74  |
| 24                                   | Riko Ohashi      | 113,65      | 23 | 41,81 | 24 | 71,84  |
| Nie awansowały do programu dowolnego |                  |             |    |       |    |        |
| 25                                   | Hinako Senoo     | NQ          | 25 | 41,33 | NQ | NQ     |
| 26                                   | Yuna Miyoshi     | NQ          | 26 | 39,97 | NQ | NQ     |
| 27                                   | Tomoe Kawabata   | NQ          | 27 | 39,87 | NQ | NQ     |
| 28                                   | Maika Kubo       | NQ          | 28 | 38,95 | NQ | NQ     |
| 29                                   | Niina Takeno     | NQ          | 29 | 37,51 | NQ | NQ     |
| 30                                   | Eri Tamiwa       | NQ          | 30 | 35,95 | NQ | NQ     |

#### Pary sportowe
| Poz. | Zawodnicy                    | Nota łączna | SP | SP    | FS | FS    |
| ---- | ---------------------------- | ----------- | -- | ----- | -- | ----- |
| 1    | Riku Miura / Shoya Ichihashi | 111,68      | 1  | 39,19 | 1  | 72,49 |

#### Pary taneczne
| Poz. | Zawodnicy                       | Nota łączna | SD | SD    | FD | FD    |
| ---- | ------------------------------- | ----------- | -- | ----- | -- | ----- |
| 1    | Rikako Fukase / Aru Tateno      | 130,84      | 1  | 53,24 | 1  | 77,60 |
| 2    | Yuka Orihara / Kanata Mori      | 103,54      | 2  | 47,88 | 3  | 55,66 |
| 3    | Haruno Yajima / Daiki Shimazaki | 90,04       | 3  | 37,56 | 4  | 52,48 |
| 4    | Utana Yoshida / Takumi Sugiyama | 86,70       | 6  | 29,88 | 2  | 56,82 |
| 5    | Mai Kashino / Yuhi Kashino      | 74,74       | 5  | 30,62 | 5  | 44,12 |
| 6    | Yu Iwasaki / Yoshimitu Ikeda    | 68,48       | 4  | 33,82 | 6  | 34,66 |